# Guillaume des Roches
Guillaume des Roches (auch Wilhelm des Roches; † 1222) war ein französischer Adliger, Herr von Sablé und Seneschall von Anjou.

## Herkunft
Guillaume des Roches entstammte einer Familie des niederen Adels aus Château-du-Loir zwischen Le Mans und Tours, das zum Zeitpunkt seiner Geburt ein Teil des sogenannten angevinischen Reichs war. 

## Gefolgsmann der angevinischen Könige
Guillaume trat in die Dienste von König Heinrich II. und zusammen mit William Marshal unterstützte er 1189 den König bei der Verteidigung von Le Mans. Nach dem Tod Heinrichs II. diente er dessen Sohn und Nachfolger Richard I. und nahm am Dritten Kreuzzug teil. Als Dank für seine Dienste durfte er wahrscheinlich durch Vermittlung des Königs Marguerite, die Tochter und Erbin von Robert de Sablé heiraten. Durch diese Heirat wurde er mit den Familien Mayenne, Laval und Craon, den führenden Familien des Anjou, verwandt. Nach dem Tod seines Schwiegervaters erbte Guillaume 1193 dessen umfangreichen Besitzungen. 

## Schwanken zwischen Johann Ohneland und Philipp II. von Frankreich
Nach dem Tod Richards unterstützte er zunächst dessen Neffen Arthur, den minderjährigen Herzog der Bretagne, der einen Anspruch auf das Erbe seines Großvaters in Frankreich erhob. Der mit Arthur verbündete französische König Philipp II. zerstörte jedoch die Burg von Ballon, auf die des Roches ebenfalls Ansprüche erhob. Philipp II. lehnte Guillaumes Einwände schroff ab, worauf dieser Verhandlungen mit dem englischen König Johann, dem Bruder von Richard Löwenherz, begann. Johann bot an, mit der Bretagne einen Ausgleich abzuschließen, worauf Guillaume im September 1199 auf die Seite Johanns wechselte. Er brachte den minderjährigen Arthur und dessen Mutter Konstanze nach Le Mans, um sie an Johann auszuliefern, doch die beiden konnten mit Hilfe von Aimery de Thouars knapp entkommen und flüchteten nach Paris. Johann ernannte Guillaume im Dezember 1200 zum Seneschall des Anjou und übergab ihm die Stadt Le Mans. Nach dem Vertrag von Le Goulet wurde Guillaume erblicher Seneschall des Anjou, von Maine und von der Grafschaft Tours.
Während des Französisch-Englischen Kriegs schloss sich Guillaume im Juli 1202 Johann an, als dieser nach Mirebeau eilte, wo die rebellischen Barone des Poitou seine Mutter belagerten. Dank Guillaumes Ortskenntnis konnten Johanns Soldaten im Morgengrauen ein Tor der Stadt stürmen, die Belagerer überraschen und gefangen nehmen. Im Überschwang seines Erfolges beanspruchte der König die Entscheidung über alle Gefangenen für sich, auch über den durch des Roches gefangen genommenen Arthur von der Bretagne. Johann misstraute Guillaume, brüskierte ihn und schlug dessen Ratschläge in den Wind, worauf dieser zusammen mit Aimery de Thouars die Seiten wechselte und fortan Philipp II. unterstützte. Johann vergab die Ämter des Seneschalls an zwei seiner Gefolgsleute, die sich jedoch gegen ihn nicht durchsetzen konnten. In der Folge war die direkte Landverbindung von der Normandie zu Johanns Besitzungen in Aquitanien unterbrochen. Nachdem das Gerücht bekannt wurde, dass Arthur von der Bretagne in der Gefangenschaft von Johann gestorben war, schwor Guillaume zusammen mit Juhel de Mayenne, Maurice de Craon und anderen Adligen Philipp II. die Treue. Der französische König bestätigte Guillaume als Seneschall des Anjou. 

## Gefolgsmann des französischen Königs
1205 leitete Guillaume die Belagerung und Eroberung von Burg Chinon. 1208 kämpfte er als Seneschall des Anjou zusammen mit Henry Clément, dem Marschall von Frankreich, im Auftrag des französischen Königs gegen Savary de Mauléon und Aimery de Thouars. Sie konnten zwar einen Sohn von Aimery gefangen nehmen, die beiden jedoch nicht entscheidend schlagen. Zur Verteidigung des Anjou errichtete Guillaume die Burg La Roche-aux-Moines nördlich von Angers. Als König Johann im Sommer 1214 über die Loire nach Norden vorstieß, verzichtete Guillaume auf die Verteidigung von Angers und verteidigte stattdessen die umgebenden Burgen. Johann konnte zunächst zwei Burgen erobern, doch während der Belagerung von La Roche-aux-Moines erschienen Guillaume und Aimery de Craon mit einem französischen Entsatzheer unter Prinz Ludwig und Henry Clément, worauf sich Johann ohne Kampf zurückzog. 1209 und 1219 nahm Guillaume an den Albigenserkreuzzügen teil. 

## Erbe und Nachwirkung
Neben seinen militärischen Erfolgen erlangte Guillaume vor allem als erfolgreicher Seneschall des Anjou Bedeutung. Da auch Philipp II. eigentlich die Erblichkeit des Amts des Seneschalls ablehnte, schloss er mit Guillaume eine Reihe von Vereinbarungen, in denen dessen Kompetenzen und Aufgaben beschrieben werden. Nach einer dieser Vereinbarungen sollte das Amt des Seneschalls nur an männliche Nachkommen vererbbar sein. Da Guillaume keine Söhne hinterließ, bestimmte er 1219 seinen Schwiegersohn Aimery de Craon († 1226), den Mann seiner ältesten Tochter Jeanne, zum Haupterben. Philipp II. bestätigte trotz der Vereinbarung auch ihm den Titel Seneschall des Anjou, doch nach Aimerys frühen Tod 1226 fiel das Anjou als Apanage an Alfons von Poitiers, einem jüngeren Sohn des Königs, womit die Macht des Seneschalls erheblich beschnitten wurde.